# Cerseuil
Cerseuil es una comuna francesa, situada en el departamento de Aisne, de la región de Alta Francia.

## Demografía
| 118 | 81 | 67 | 71 | 72 | 80 | 89 | 91 |
| Para los censos de 1962 a 1999 la población legal corresponde a la población sin duplicidades (Fuente: INSEE [Consultar]) |    |    |    |    |    |    |    |